# Patrulla Internacional del Hielo

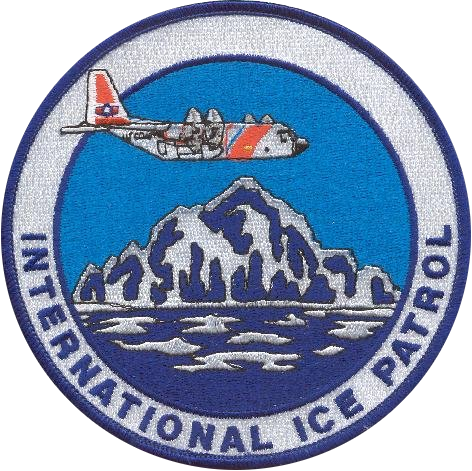

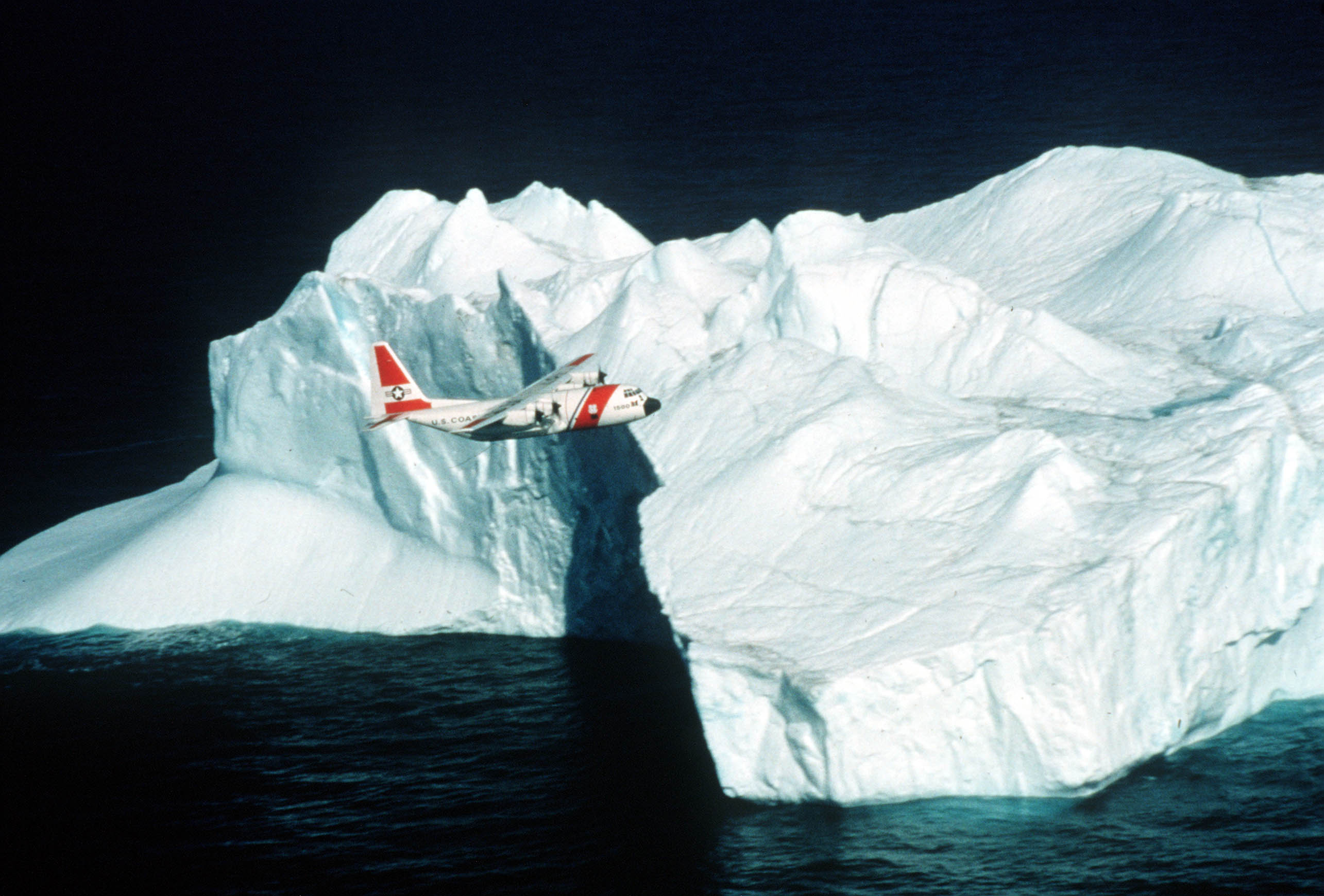
Un avión guardacostas estadounidense HC-130 de la Patrulla Internacional del Hielo sobre el océano Ártico a finales de la década de 1990.

La Patrulla Internacional del Hielo (en inglés International Ice Patrol) es una organización creada con el propósito de controlar la presencia de icebergs en los océanos Atlántico y Ártico, así como reportar sus movimientos con propósitos de seguridad. Es operada por la Guardia Costera de Estados Unidos, pero es financiada por los trece países interesados en la navegación transatlántica. A partir de 2011, los gobiernos que contribuyen a la Patrulla Internacional del Hielo incluyen Bélgica, Canadá, Dinamarca, Finlandia, Francia, Alemania, Grecia, Italia, Japón, los Países Bajos, Noruega, Panamá, Polonia, España, Suecia, el Reino Unido y los Estados Unidos de América.
La organización fue fundada el 20 de Enero de 1914 (111 años), en respuesta al Hundimiento del RMS Titanic. La misión principal de la patrulla es alertar de la presencia de icebergs a cualquier embarcación que navegue por el gran círculo de las vías marítimas entre Europa y los principales puertos de los Estados Unidos y Canadá.